# Canada Day (Album)
Canada Day ist ein Jazzalbum von Harris Eisenstadt. Die am 6. Dezember 2008 mit seinem gleichnamigen Quintett im Studio Acoustic Recording, Brooklyn, entstandenen Aufnahmen erschienen 2009 auf Clean Feed Records.

## Hintergrund
Die meisten Veröffentlichungen Eisenstadts bis dahin waren Dokumentationen einzelner Projekte, die Ad-hoc-Ensembles blieben und denen trotz ihrer Qualitäten nie die Zeit gegeben wurde, sich richtig zu entwickeln, meinte Kritiker Troy Collins. Canada Day ist das selbstbetitelte Debütalbum eines Quintetts, das der Schlagzeuger 2005 gegründet hatte – hier entwickelte Eisenstadt zum ersten Mal ein langjähriges Ensemble. Eisenstadts Canada Day war zunächst ein Quintett und bestand neben dem Bandleader aus Nate Wooley (Trompete), Matt Bauder (Tenorsaxophon), Chris Dingman (Vibraphon) und Eivind Opsvik (Bass).
Canada Day durchlief im Laufe der Jahre mehrere Transmutationen – zu einem Oktett (bei dem das ursprüngliche Quintett um die Bläser Jason Mears, Ray Anderson und Dan Peck erweitert wurde, zu hören auf Canada Day Octet, 2012), einem Quartett (ohne Chris Dingman und sein Vibraphon) und einem Trio (während einer Russland-Tournee), bevor Eisenstadt dann 2018 zum Quintett zurückkehrte und dokumentiert auf dem Livealbum Canada Day Quartet Live (2019), mit Nate Wooley (Trompete), Alexander Hawkins (Piano) und Pascal Niggenkemper (Bass) zum kleineren Format zurückkehrte.

## Titelliste

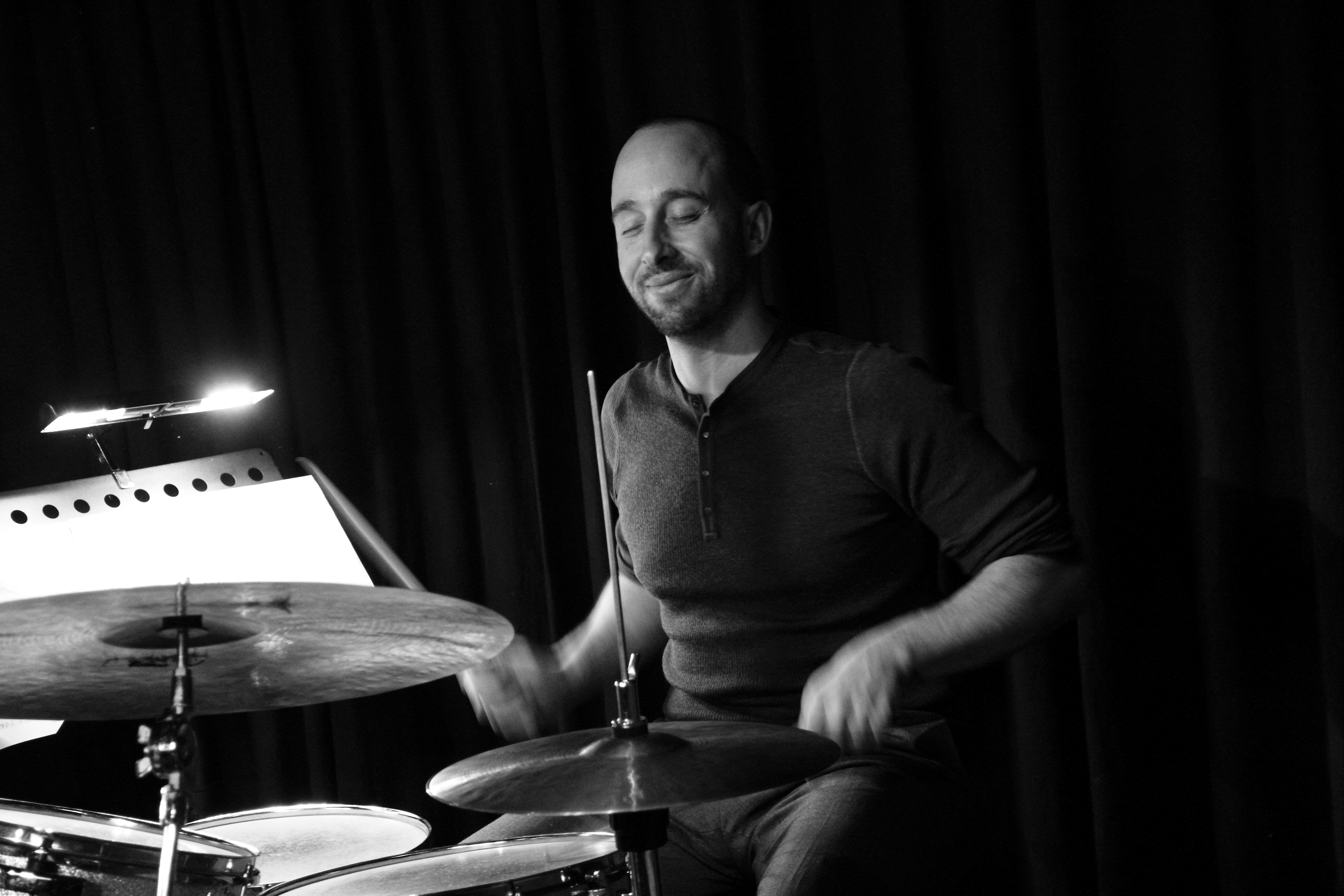
Harris Eisenstadt mit dem Nate Wooley Quartet bei einem Konzert im club W71, Weikersheim 2014

- Harris Eisenstadt – Canada Day (Clean Feed – CF157CD)[3]
  1. Don’t Gild The Lilly, 6:38
  2. Halifax, 6:51
  3. After an Outdoor Batch, 7:06
  4. And When to Come Back, 9:20
  5. Keep Casting Rods, 6:59
  6. Kategeeper, 6:34
  7. Ups and Down, 5:37
  8. Every Day Is Canada Day, 7:11
- Alle Kompositionen stammen von Harris Eisenstadt.

## Rezeption
Michael G. Nastos vergab an das Album in Allmusic 4½ (von fünf) Sterne und meinte, die zweite Aufnahme, die 2009 von Harris Eisenstadt veröffentlicht wurde, stehe in starkem Kontrast zu seiner früheren Arbeit Guewel, die aus progressiven, hornorientierten Behandlungen afrikanischer Popmusik bestand. Canada Day sei hingegen „eine Feier seines Heimatlandes, und wie die kanadische Gans auf dem Cover anzeigt, steht die Musik symbolisch für Freiheit, Flucht und Kunstfertigkeit.“ Viel mehr in der modernen Jazz-Arena verankert, spiegele die Musik sowohl Neo-Bop- als auch kreative Improvisationsstile mit einem sehr talentierten Quintett junger und erfahrener Spieler wider. Eisenstadt erweise sich bei dieser Aufnahme als guter Schlagzeuger und hervorragender Bandleader. Der Zusammenhalt des Ensembles, verbunden mit den stetigen, dampfenden, strömenden Rhythmen von Eisenstadt, halte den Hörer fokussiert; Canada Day sei ein beeindruckendes Studio-Date und ein starker Kandidat für den Top-Ten-Status in der Kategorie der besten Jazz-CDs des Jahres 2009, lobt der Autor.

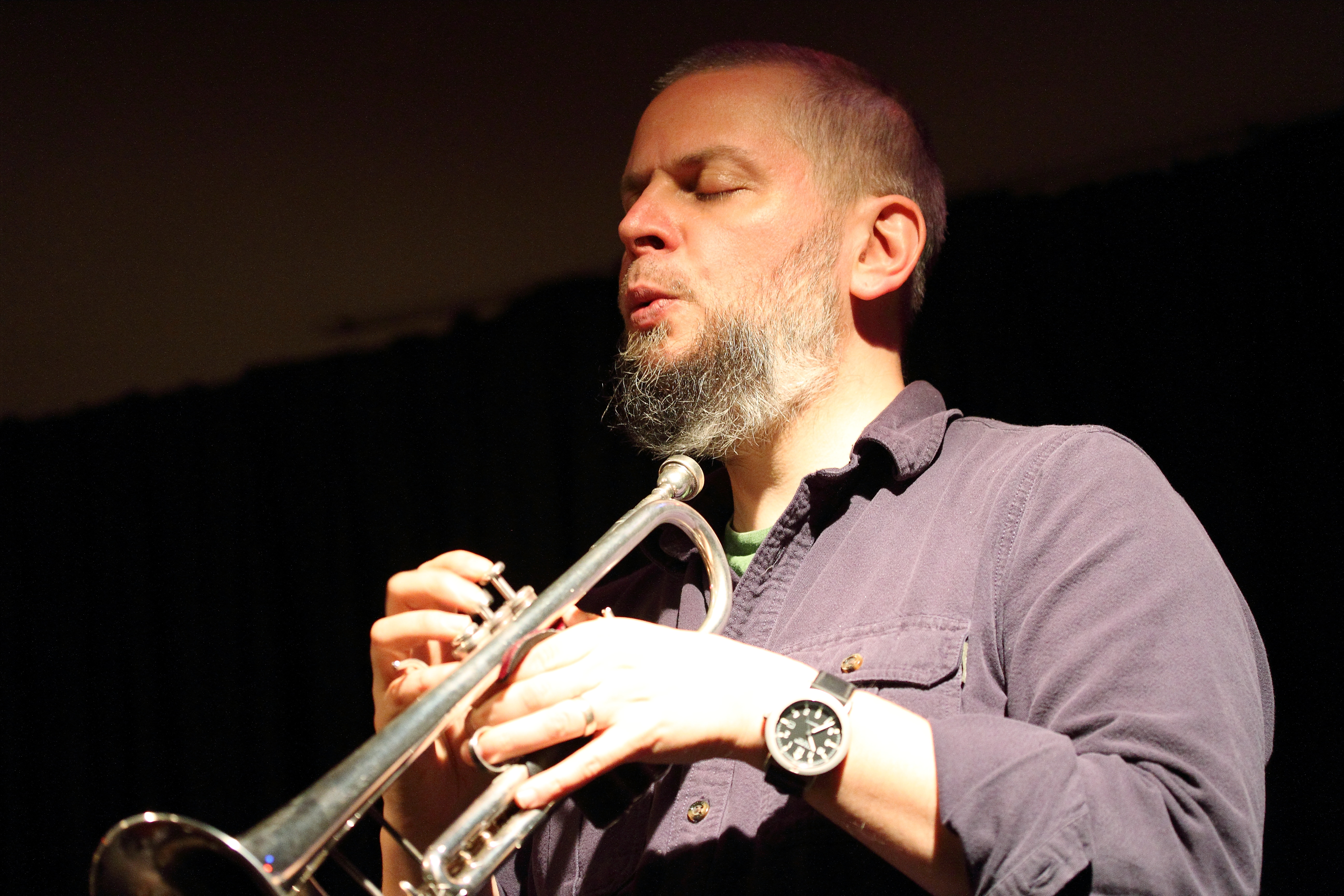
Nate:Wooley 2013 im club W71, Weikersheim.

Nach Ansicht von Troy Collins, der dem Album in All About Jazz die Bewertung von vier (von fünf) Sterne verlieh, verbinde Eisenstadt die Blue-Note-Atmosphäre aus der Mitte der 1960er-Jahre „mit elastischen Post-Rock-Grooves und subtilen westafrikanischen Einflüssen“; so vereine er seine verschiedenen Interessen „erfolgreich zu einem zusammenhängenden Ensemble-Sound.“ Mit subtilen Variationen von Melodie, Harmonie, Rhythmus und Textur fasse er die Weite Kanadas in jedem Stück zusammen, das seinem Heimatland gewidmet ist. „Matt Bauder und Nate Wooley zeigten sich als dynamische Performer mit einer Vorliebe für die äußeren Klangbereiche. Bauders multiphone Glitzer auf Halifax und Wooleys funkelnde Halbventilabstriche auf dem eckigen After an Outdoor Bath überschreiten die Grenzen der Tonalität, ohne die Grundmelodie oder Harmonie aufzugeben. Obwohl kein Musiker das Geschehen dominiert, ist Wooleys gedämpfter Diskurs über Don’t Gild the Lilly eine Tour de Force der kontrollierten Abstraktion. Als beeindruckender Meister der Texturmanipulation schließt er sich Taylor Ho Bynum, Peter Evans und Rob Mazurek als einem weiteren bemerkenswerten Schüler des legendären Trompeters Bill Dixon an.“ Canada Day sei eine leicht zugängliche Mischung aus inneren und äußeren Traditionen, die von einem einfühlsamen jungen Ensemble geliefert werde, resümiert der Autor. Es sei „eine willkommene Ergänzung der aufkeimenden Diskographie eines der führenden Komponisten der neuen Generation.“